# Pakdascht
Pakdascht (persisch پاکدشت) ist die Hauptstadt des Verwaltungsbezirks Pakdascht in der iranischen Provinz Teheran. 2016 hatte die Stadt über 236.000 Einwohner.

## Bevölkerung
Dank der Nähe zu Teheran erlebte die Stadt ein rasches Bevölkerungswachstum.
| Jahr | Einwohnerzahl |
| ---- | ------------- |
| 1991 | 33.273        |
| 1996 | 49.220        |
| 2006 | 126.937       |
| 2011 | 206.490       |
| 2015 | 236.319       |

## Wirtschaft
Malard ist vorwiegend eine Schlafstadt für das 25 Kilometer entfernt liegende Teheran, zu dessen Agglomeration sie gehört.

## Klima
Das Klimaklassifizierungssystem von Köppen-Geiger klassifiziert das Klima als semiarides Klima (BSk).